# 174-та зенітна ракетна бригада (СРСР)
174-та зенітна ракетна бригада (174 ЗРБр, в/ч 48589) — з'єднання військ протиповітряної оборони СРСР, яке існувало у 1940—1992 роках.
Частина брала участь у Другій світовій війні як 454-й зенітний артилерійський полк.
Після розпаду СРСР особовий склад бригади склав присягу на вірність народу України й увійшов до складу Збройних сил України як 174-та зенітна ракетна бригада.

## Історія
У лютому 1940 року в місті Великі Луки було сформовано 372-й окремий зенітний артилерійський дивізіон. Отримавши поповнення з 2-го полку протиповітряної оборони 372 ОЗАДН 5 травня 1940 року був відправлений ешелоном до міста Новоросійськ, де було створене управління нового 454-го зенітного артилерійського полку протиповітряної оборони дводивізіонного складу.
Спочатку полк складався з двох дивізіонів середнього калібру, зенітної кулеметної та прожекторної рот.

### Участь у боях

#### 1941
В ніч на 23 червня було відкрито вогонь по німецькому літаку-розвіднику, а потім по літакам, які постановкою мін намагалися заблокувати порт.
24 червня наказом командувача Північно-Кавказької військової округи було сформовано Новоросійський бригадний район ППО.
2 листопада було відкрито бойовий рахунок, на висоті 300 метрів було збито Junkers Ju 88. Це спонукало німецьку авіацію до підйому на висоту у 6-8 тис. метрів.
В грудні 454 ЗАП входив до складу 56-ї армії.
Восени і взимку 1941—1942 рр. на базі 454-го полку ППО було сформовано, навчено та відправлено на виконання бойових завдань з прикриття порту міста Новоросійськ 793-тя окрема зенітна кулеметна рота, 83-тя окрема батарея М3А, 7 залізничних кулеметних взводів, 3 окремих кулеметних взводи ППО й зенітний бронепотяг № 33.

#### 1942
В першій декаді 1942 року до полку прибуло перше поповнення жінок.
21 квітня місто тричі піддавалось бомбардуванню. Під час відбиття нальотів зенітники 454-го полку збили 7 літаків. Бомбардувальники було розпорошено, об'єкти міста та кораблі не постраждали.
23 квітня під час денного нальоту 2-га батарея 454-го полку зазнала удару ворожих літаків, проте розрахунки залишились на позиціях та збили один з них, який впав поблизу Геленджика. У цих боях особливо відзначились лейтенант Акімов, молодший політрук Данилін, командир розрахунку парторг Смаглієв.
23 серпня відбиваючи наступ німців на підступах до Новоросійська в районі Неберджаївської вели боротьбу з наземним супротивником. Знищили й розпорошили до сотні солдатів супротивника, придушили його польову батарею. У цей же день бойові порядки полку зазнали нищівного удару з повітря. Особливо сильного удару зазнала 5-та батарея уламками бомб було вбито 3 людини й 12 поранено, серед яких командир батареї лейтенант Бондарєв. Важко поранений командир залишився на місці та продовжував керувати боєм.
Протягом наступних днів точилися напружені бої. Полк знищив 3 танки, 2 батареї польової артилерії, 5 автомобілів і до батальйону ворожої піхоти. Артилеристи збили 33 літака супротивника.
Станом на 1 жовтня — у складі Краснодарського дивізіонного району Закавказького фронту.
В кінці жовтня — на початку листопада зенітникам у взаємодії з авіацією довелося витримати важкі бої з авіацією супротивника у районі міст Грозний та Орджонікідзе. Місто Орджонікідзе зазнало нищівних ударів, на нього було здійснено 41 рейд за участю 250 літаків.
За період з 29 жовтня до 6 листопада вогнем зенітних батарей полку було знищено 9 літаків супротивника, 7 танків, 13 автомобілів і бронемашин, до двох полків піхоти. 6 листопада німці були змушені відмовитися від подальшого наступу на цій ділянці фронту.

#### 1943
У березні полк займав позиці у місті Краснодар.
Після звільнення Новоросійська полк знову став до його протиповітряної оборони.

#### 1944-45
Станом на 1 січня 1944 року полк входив до складу Північно-Кавказького корпусного району.
Відповідно до наказу командувача Окремої Приморської Армії у січні полк було передислоковано на Керченський півострів.
У боях за Крим вдало діяв прожекторний батальйон 454 ЗАП (командир батальйону капітан Щербаченко, заступник з політичної частини капітан Неруш). Тільки з 14 до 28 лютого 1944 року батальйон освітив 22 літаки. Один з літаків, засліплений прожекторними станціями сержантів Білоуса, Чавича та Слуцького, врізався в гору й згорів.
Під час битви за Севастополь у бойових порядках частин у наступі йшли 4 станції прожекторного батальйону 454 ЗАП під командою заступника командира батальйону старшого лейтенанта Алєксєева. Разом з артилеристами вони вийшли до берега й освітили 3 великі німецькі транспорти, які виходили з Севастополя. У променях прожекторів артилеристи швидко пристрілялися по кораблях й при виході у відкрите море вони були підбиті й затонули.
У грудні 1944 року полк передислоковується для забезпечення протиповітряної оборони залізничного вузла Суботиця (Югославія) й міста Бая (Угорщина).
З 1 січня до лютого 1945 року полк входив до складу Південно-Західного фронту ППО.

### Повоєнний час
26 травня 1946 року 454 ЗАП переформовано у 156-й окремий артилерійський дивізіон середнього калібру.
19 травня 1949 року дивізіон переформовано у 1007-й зенітний артилерійський полк середнього калібру 100-ї артилерійської дивізії ППО Чорноморського флоту. У травні полк передислоковано до Севастополя.
З отриманням зенітної ракетної техніки 10 грудня 1958 року полк заступив на бойове чергування з охорони повітряних рубежів.
1 червня 1961 року 1007-й зенітний полк ППО переформовано у 174-ту зенітну ракетну бригаду
1971 року за зразкові показники при проведенні бойових стрільб частину нагороджено Грамотою Головнокомандувача військ ППО.
1977 року наказом міністра оборони частину нагороджено вимпелом «За мужність та військову доблесть».
1978 року бригаду занесено до Книги пошани військ ППО й нагороджена Червоним Прапором Військової Ради 8 ОА ППО.
1988 року за успіхи у бойовій підготовці частину нагороджено Грамотою Президії Верховної Ради СРСР.
Після розпаду СРСР особовий склад бригади склав присягу на вірність народу України й перейшов у підпорядкування її відновлених збройних сил, як 174-та зенітна ракетна бригада.

## Командування
- полковник Ролдигін Федір Єрофійович (1940—1943)
- підполковник/полковник Бігун Іван Павлович (1943—1946)
- майор Безенков Василь Павлович (1946—1949)
- полковник Куваєв Степан Іванович (1949—1955)
- полковник Бичков Андрій Севаст'янович (1955—1970)
- полковник Ретин Олександр Якович (1970—1971)
- полковник Зінченко Володимир Іванович (1971—1973)
- полковник Богданов Юрій Петрович (1973—1976)
- полковник Махлай Леонід Петрович (1976—1980)
- полковник Соловйов Анатолій Кузьмич (1980—1982)
- полковник Маздоров Михайло Миколайович (1988—1990)